# Papampeta
Papampeta es una  ciudad censal situada en el distrito de Anantapur en el estado de Andhra Pradesh (India). Su población es de 13850 habitantes (2011). Se encuentra a 3 km de Anantapur y a 183 km de Bangalore. 

## Demografía
Según el censo de 2011 la población de Papampeta era de 13850 habitantes, de los cuales 7002 eran hombres y 6848 eran mujeres. Papampeta tiene una tasa media de alfabetización del 77,48%, superior a la media estatal del 67,02%: la alfabetización masculina es del 85,26%, y la alfabetización femenina del 69,60%.